# ЗІС-154
ЗІС-154 — радянський автобус, який став одним з перших післявоєнних серій автобусів ЗІС. Міська 9,5-метрова модель ЗІС-154 місткістю 60 пасажирів (34 місця для сидіння), випускалася в 1946—1950 роках. Всього було виготовлено 1165 примірників. Був «клоном» (хоч і частково переробленим) американського автобуса GM "old-look" transit bus моделі TDH-3610 з дизель-електричною установкою від моделей TDE-40xx.[джерело?]
Конструкція даного автобуса була передовою для радянського автопрому: перший радянський серійний суцільнометалевий кузов вагонного типу. Після війни радянські великі міста мали гостру потребу у містких і сучасних автобусах. Аналогічний і уніфікований по багатьох позиціях кузов, мають тролейбус МТБ-82 і трамвай МТВ-82. Кузов мав пасажирські двері в передньому звисі і двигун в задній частині кузова, пневмопривід дверей, регульоване по трьох напрямах водійське сидіння. Двотактний 112-сильний дизель ЯАЗ-204Д з електротрансмісією, дозволяв автобусу повною масою близько 12 тонн розганятися до 65 км/год.